# Clubiona filicata
Clubiona filicata este o specie de păianjeni din genul Clubiona, familia Clubionidae, descrisă de O. P.-cambridge, 1874. Conform Catalogue of Life specia Clubiona filicata nu are subspecii cunoscute.